# 薑汁燒肉

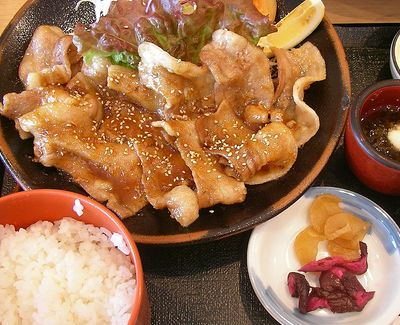
黒豚しょうが焼き定食

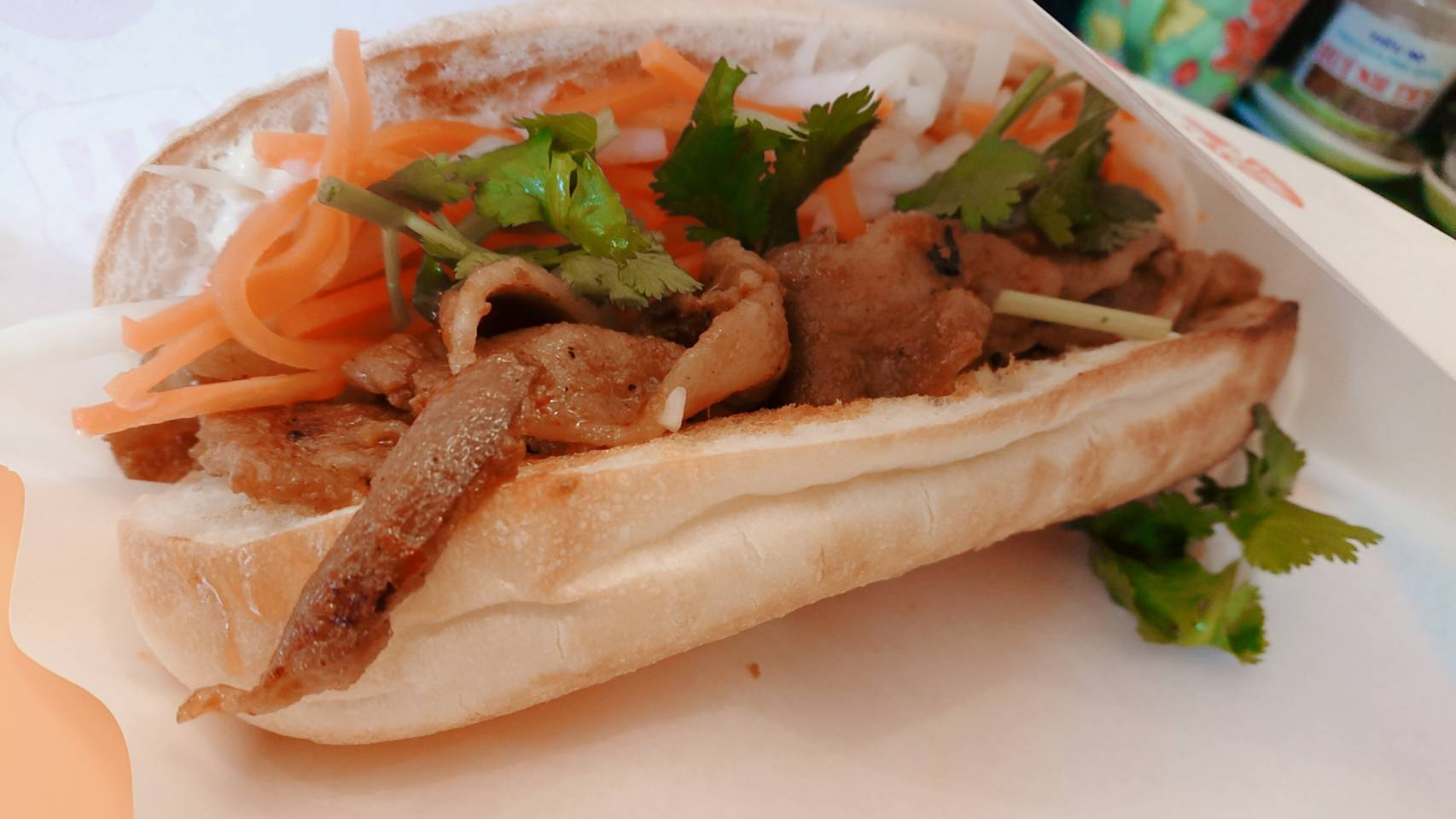

薑汁燒肉（日語：生姜焼き），以薑汁、味醂、醬油、米酒、洋蔥、蒜等綜合調製醬汁，來浸泡豬肉片(豬里肌肉、豬梅花肉、豬五花肉)，再經大火快炒後的食物，大多使用豬肉，是日本特有的中華料理。

## 起源
最早出現是1951年(昭和26年)，銀座一間炸豬排店錢形推出，當時是第一任老闆齋藤益夫先生，從經常使用薑的中華料理中得到靈感。
- 料理中加入蔥與浅葱，則成。
- 料理中加入大蒜與辣椒，則成。